# Baie de Guantánamo
 (mars 2018).
Si vous disposez d'ouvrages ou d'articles de référence ou si vous connaissez des sites web de qualité traitant du thème abordé ici, merci de compléter l'article en donnant les références utiles à sa vérifiabilité et en les liant à la section « Notes et références ».
Pour les articles homonymes, voir Guantánamo.
La baie de Guantánamo (en espagnol : Bahía de Guantánamo) est une baie profonde de la côte sud de l'île de Cuba, dans la mer des Caraïbes. La baie porte le nom de la ville cubaine de Guantánamo située à une quinzaine de kilomètres au nord-ouest et se trouve dans la province de Guantánamo (municipalité de Caimanera).

## Géographie
La baie de Guantánamo s'étend sur quelque 20 km en longueur et 9 km en largeur. La profondeur du canal d'entrée est de 22,5 m. La baie est entourée de collines abruptes, au nord-ouest de laquelle se trouve la ville de Guantánamo qui compte 200 000 habitants.

## Histoire
Les États-Unis contrôlent le Sud de la baie depuis le traité américano-cubain de 1903, grâce à un territoire d'une superficie de 117,6 km2 formant la base navale de Guantanamo, créée en 1898 à la suite de la guerre hispano-américaine. Ce territoire réparti sur les deux côtés de l'entrée de la baie, interdisant à la ville de Guantanamo tout accès direct à la mer, est loué par un bail perpétuel à la république de Cuba contre 4 085 dollars par mois.
Cette zone ne peut être rétrocédée à La Havane qu'avec le consentement des deux parties, mais depuis son arrivée au pouvoir, le Parti communiste de Cuba considère la présence américaine comme illégale et refuse d'encaisser leurs chèques adressés à l'ordre du « Trésorier général de la République », une fonction qui a disparu après la révolution.
Depuis 2002, la base abrite le camp de Guantánamo où les États-Unis détiennent, en dehors du système judiciaire américain, des personnes considérées comme des combattants irréguliers islamistes, capturées par l'armée américaine dans les différentes opérations qu'elle mène à l'étranger, principalement en Afghanistan, ainsi que de multiples personnes pouvant être une menace pour les États-Unis.

## Galerie

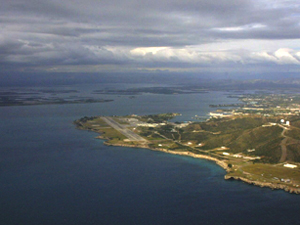
Vue aérienne de la baie.